# Rożnowo Nowogardzkie (gromada)
Rożnowo Nowogardzkie – dawna gromada, czyli najmniejsza jednostka podziału terytorialnego Polskiej Rzeczypospolitej Ludowej w latach 1954–1972.
Gromady, z gromadzkimi radami narodowymi (GRN) jako organami władzy najniższego stopnia na wsi, funkcjonowały od reformy reorganizującej administrację wiejską przeprowadzonej jesienią 1954 do momentu ich zniesienia z dniem 1 stycznia 1973, tym samym wypierając organizację gminną w latach 1954–1972.
Gromadę Rożnowo Nowogardzkie z siedzibą GRN w Rożnowie Nowogardzkim utworzono – jako jedną z 8759 gromad na obszarze Polski – w powiecie nowogardzkim w woj. szczecińskim na mocy uchwały nr V/48/54 WRN w Szczecinie z dnia 5 października 1954. W skład jednostki weszły obszary dotychczasowych gromad Darż, Dąbrowica, Przemocze i Rożnowo Nowogardzkie ze zniesionej gminy Rożnowo Nowogardzkie w tymże powiecie.
13 listopada 1954  (z mocą wstecz od 1 października 1954) gromada weszła w skład nowo utworzonego powiatu goleniowskiego w tymże województwie, gdzie ustalono dla niej 11 członków gromadzkiej rady narodowej.
1 stycznia 1962 do gromady Rożnowo Nowogardzkie włączono miejscowości Dobrosławiec i Radzanek ze zniesionej gromady Jarosławki w tymże powiecie.
1 stycznia 1969 do gromady Rożnowo Nowogardzkie włączono miejscowości Bącznik, Łęsko, Pątlica, Smolniki, Stawno, Tarnowiec, Tarnowo i Tarnówko ze zniesionej gromady Stawno w tymże powiecie.
1 stycznia 1972 do gromady Rożnowo Nowogardzkie włączono tereny o powierzchni 974,60 ha z miasta Maszewo w tymże powiecie.
Gromada przetrwała do końca 1972 roku, czyli do kolejnej reformy gminnej.